# Annickia affinis
Espèce
Synonymes
- Enantia affinis Exell[1] [2]
- Enantia chlorantha auct. mult.[2]

Annickia affinis (Exell) Versteegh & Sosef est une espèce de plantes à fleurs de la famille des Annonaceae et du genre Annickia. C'est un arbre présent en Afrique tropicale.

## Description
C'est un arbre pouvant atteindre 30 m de hauteur.

## Distribution
L'espèce est présente depuis le Nigeria jusqu'en République démocratique du Congo.